# Theretra distincta
Theretra distincta är en fjärilsart som beskrevs av Clayton Dissinger Mell 1922. Theretra distincta ingår i släktet Theretra och familjen svärmare. Inga underarter finns listade i Catalogue of Life.